# Vigna oblongifolia
Vigna oblongifolia är en ärtväxtart som beskrevs av Achille Richard. Vigna oblongifolia ingår i släktet vignabönor, och familjen ärtväxter. Utöver nominatformen finns också underarten V. o. parviflora.